# 塔諾羅德 (新墨西哥州)
塔諾羅德（英語：Tano Road）是位於美國新墨西哥州聖菲縣的普查規定居民點。

## 人口
根據2020年美國人口普查的數據，塔諾羅德的面積為29.90平方千米，皆為陸地。當地共有人口1573人，而人口密度為每平方千米52.61人。